# Бораја (Шибеник)
Бораја је насељено мјесто у Далмацији. Припада граду Шибенику, у Шибенско-книнској жупанији, Република Хрватска.

## Географија
Бораја се налази око 20 км југоисточно од Шибеника.

## Становништво
Према попису становништва из 2011. године, насеље Бораја је имало 249 становника.
| Демографија | Демографија | Демографија |
| Година      | Становника  | Становника  |
| ----------- | ----------- | ----------- |
| 1971.       | 549         |             |
| 1981.       | 403         |             |
| 1991.       | 293         |             |
| 2001.       | 247         |             |
| 2011.       |             | 249         |